# Jack l'Éventreur dans la culture
Vous lisez un « bon article » labellisé en 2015.

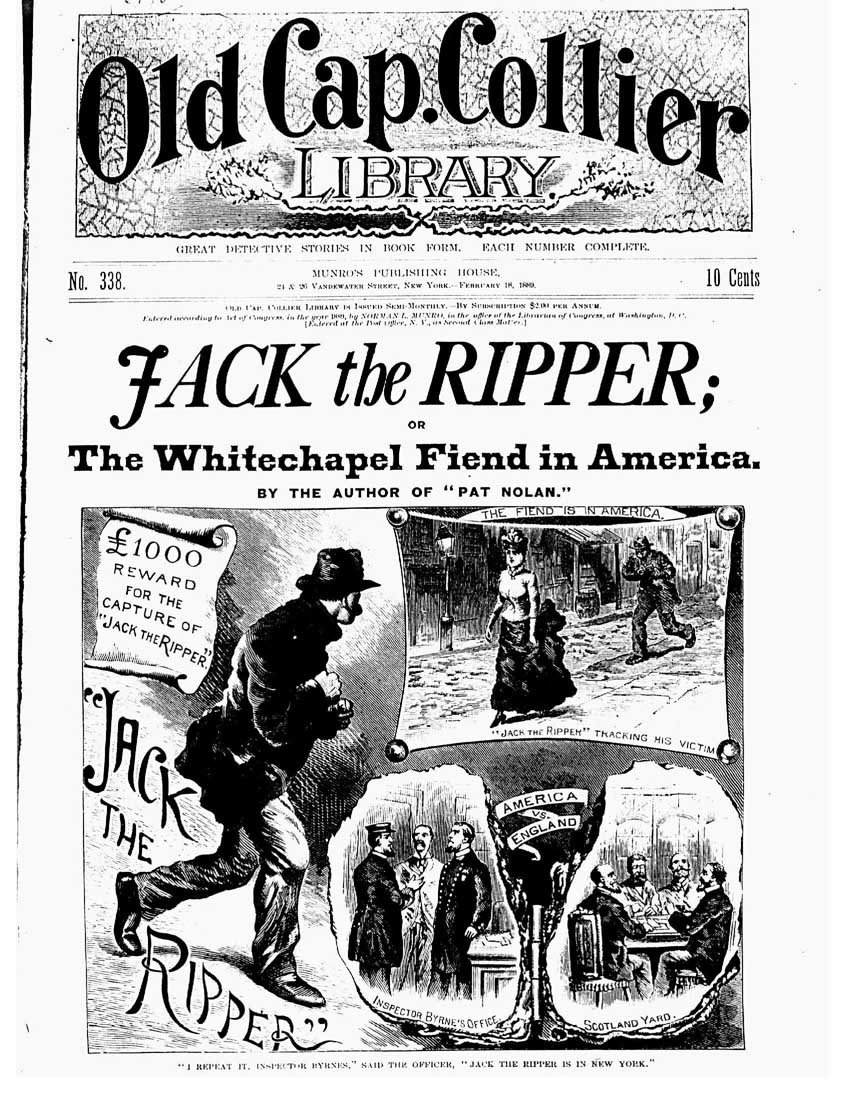
Jack the Ripper; Or, The Whitechapel Fiend in America, un dime novel (« roman à deux sous ») publié en 1889.

Le tueur en série Jack l'Éventreur, qui terrorise le district londonien de Whitechapel en 1888, a inspiré une multitude d'œuvres de fiction. Il est en effet mentionné dans des romans, des nouvelles, des bandes dessinées, des jeux vidéo, des chansons, des pièces de théâtre, des opéras, des séries télévisées, des films et des jeux de société. Les descriptions les mieux connues se trouvent dans le roman The Lodger (1913) de Marie Belloc Lowndes, repris et adapté au théâtre et au cinéma, et dans l'ouvrage Jack the Ripper: The Final Solution (1976) de Stephen Knight. Celui-ci décrit une hypothétique conspiration impliquant des membres de la franc-maçonnerie, la royauté britannique et la profession médicale. Cette thèse sera reprise dans plusieurs œuvres dramatiques.
Les ouvrages de la fin de l'époque victorienne, dont les premières enquêtes de Sherlock Holmes et L'Étrange Cas du docteur Jekyll et de M. Hyde, ont largement inspiré les auteurs subséquents, lesquels ont mêlé plusieurs genres où apparaît le tueur en série. Les ouvrages de science-fiction et d'horreur ont aussi recours à ce personnage parce qu'il est internationalement reconnu comme l'incarnation du Mal. Jack l'Éventreur est régulièrement mentionné dans les chansons heavy metal et rock qui parlent de mort et de sexe.

## Littérature

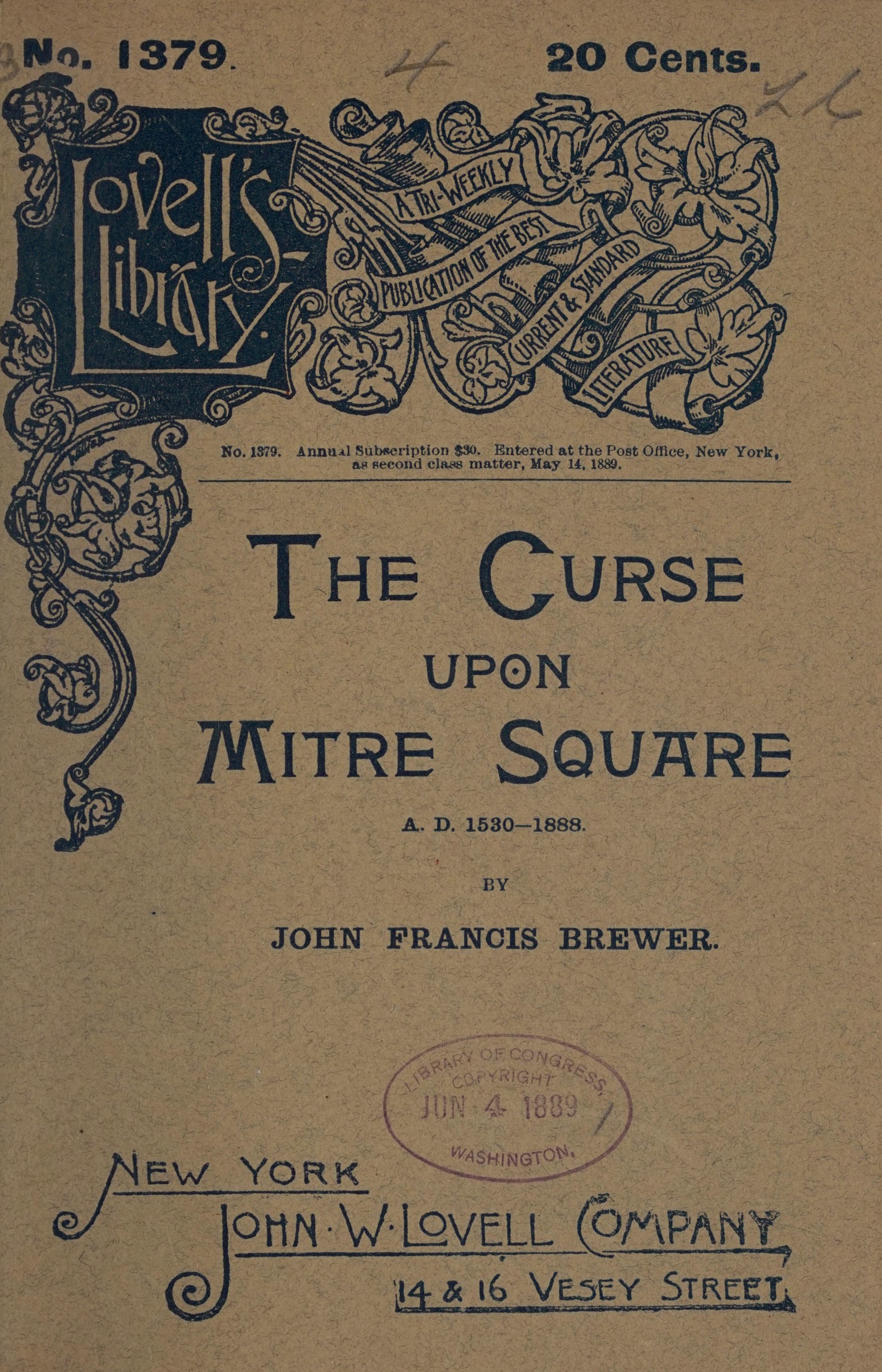
Page titre du roman The Curse Upon Mitre Square paru en 1888.

À la fin des années 1880, des œuvres de fiction s'inspirant des meurtres de Whitechapel paraissent à la suite de la diffusion de détails sordides sur les assassinats. Par exemple, John Francis Brewer publie en octobre 1888 la nouvelle gothique The Curse Upon Mitre Square (« La Malédiction sur Mitre Square »), dont l'intrigue centrale tourne autour du meurtre de Catherine Eddowes, l'une des victimes de Jack l'Éventreur,. Également, Margaret Harkness, qui signe sous le pseudonyme « John Law » (« Jean Loi »), publie In Darkest London en 1889. Elle dépeint Jack l'Éventreur comme un boucher qui se cache parmi les juifs de l'East End londonien. Les récits mentionnant le tueur en série trouvent un lectorat international. Par exemple, Adolf Paul publie en 1892 Uppskäraren (« L'Éventreur »), une anthologie de nouvelles en suédois d'un « goût douteux », interdites de diffusion par les autorités russes.

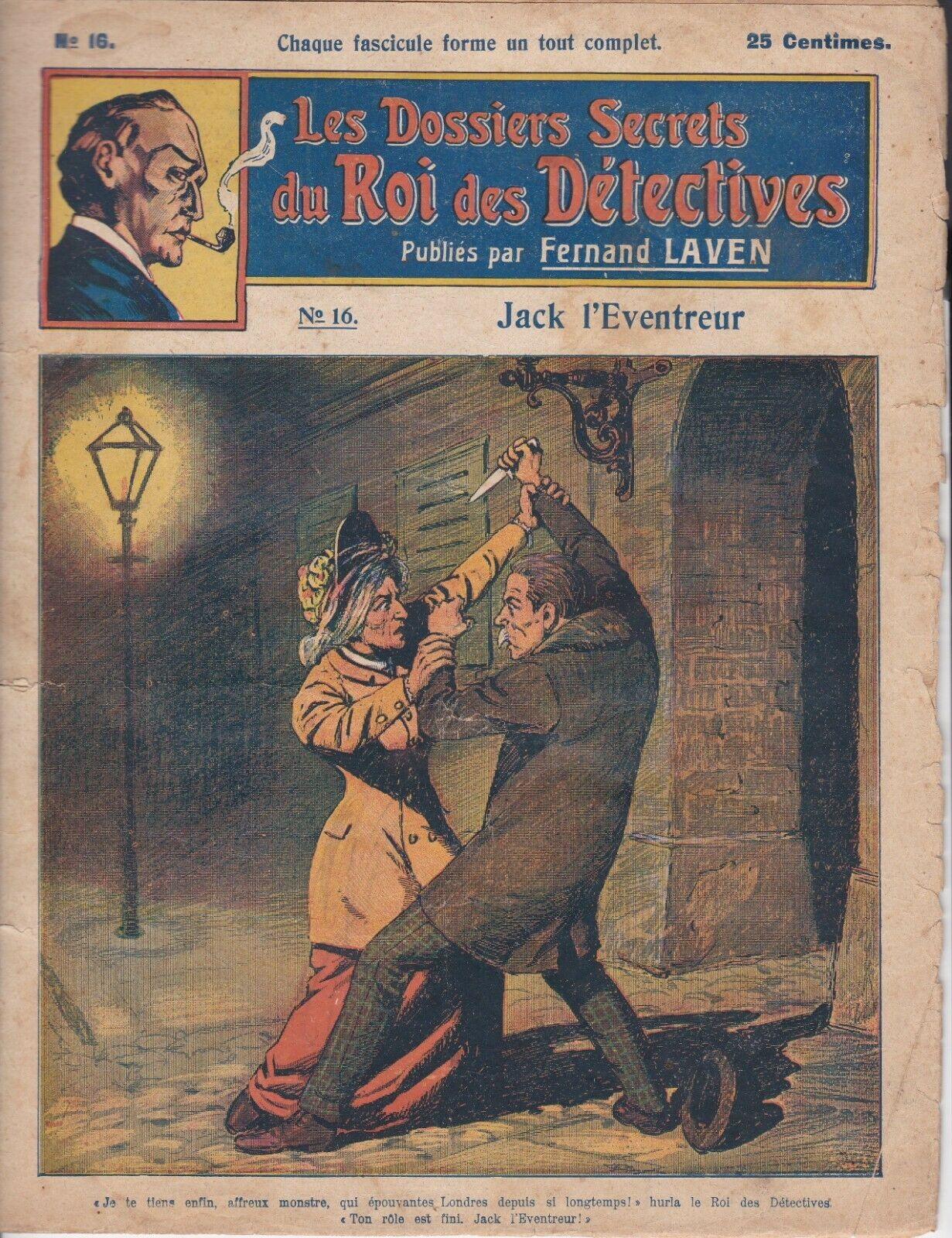
Couverture illustrée d'un fascicule populaire consacré à un pastiche des aventures de Sherlock Holmes (Éditions Eichler, 1907).

Le personnage de Sherlock Holmes apparaît régulièrement aux côtés de Jack l'Éventreur dans les ouvrages de fiction. Par exemple, l'« amusant pastiche de Sherlock Holmes » Jack El Destripador (Jack l'Éventreur), écrit en espagnol, paraît peu de temps après les meurtres. Les deux personnages sont présents dans The Last Sherlock Holmes Story (1978) de Michael Dibdin, A Study in Terror (1966) d'Ellery Queen, Black Aura (1974) de John T. Sladek et Sherlock Holmes and the Royal Flush (1998) de Barrie Roberts.
Le McClure's Magazine publie la nouvelle The Lodger de Marie Belloc Lowndes en 1911 ; elle sera adaptée pour un roman du même titre publié en 1913. Elle raconte l'histoire de M. et Mme Bunting, un couple londonien qui soupçonne leur pensionnaire M. Sleuth (« M. Limier ») d'être le mystérieux tueur surnommé « The Avenger » (« Le Vengeur »), personnage largement inspiré de Jack l'Éventreur. Le récit décrit la terreur psychologique qu'il induit chez le couple, même si les Bunting n'ont pas été témoins des hypothétiques crimes de M. Sleuth. Cinq films s'inspireront de ce roman.
En 1926, l'Australien Leonard Matters, un vétéran de la guerre des Boers qui a travaillé à Buenos Aires avant de s'établir au Royaume-Uni, suggère dans un article de magazine que Jack l'Éventreur est un éminent médecin dont le fils est mort de la syphilis, maladie transmise par une prostituée. Selon Matters, le « Dr Stanley » a commis les meurtres par vengeance puis s'est enfui en Argentine. Il reprend et prolonge ses idées dans un ouvrage, The Mystery of Jack the Ripper, publié en 1929. Le livre est présenté comme le fruit d'une recherche approfondie, mais il contient des erreurs factuelles et les sources prétendument utilisées n'existent pas. Néanmoins, il inspire des œuvres de fiction, tels que la pièce de théâtre Murder Most Foul et le film Jack the Ripper (1959). Jonathan Goodman publie en 1984 Who He? (« Qui [est-] il ? ») comme une étude sur le tueur, mais le suspect « Peter J Harpick », anagramme de « Jack the Ripper », n'a jamais existé.

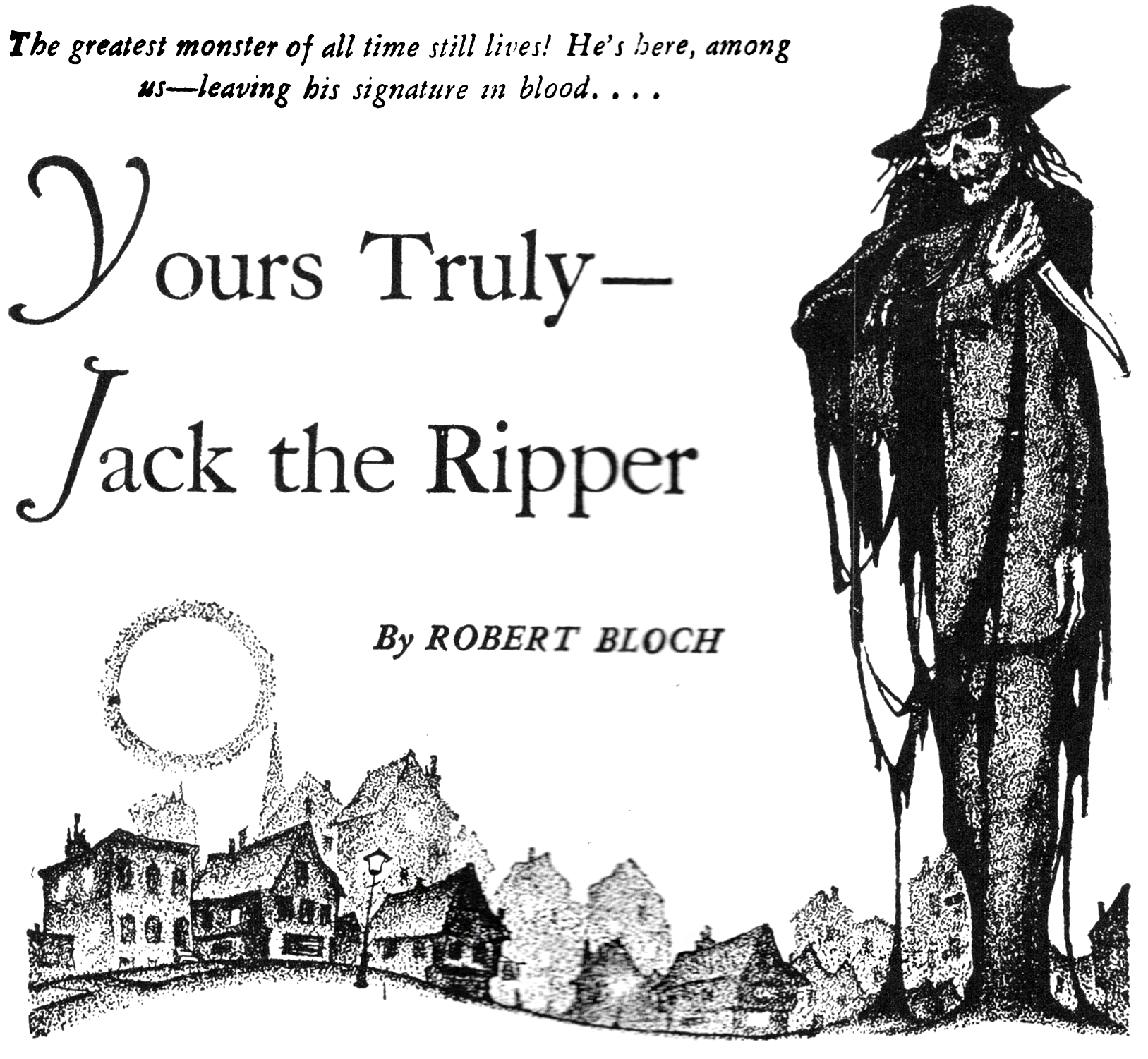
Votre dévoué Jack l'éventreur (Yours truly, Jack the Ripper), nouvelle de Robert Bloch parue dans le pulp Weird Tales, juillet 1943 (illustration de Boris Dolgov).

Dans la nouvelle Yours Truly, Jack the Ripper de Robert Bloch, parue dans le magazine Weird Tales en 1943, Jack l'Éventreur sacrifie des êtres humains pour assurer son immortalité. Le récit a été adapté pour la radio sous le titre Stay Tuned for Terror (« Soyez à l'écoute pour la terreur ») et pour la télévision (dans un épisode de Thriller diffusé en 1961 selon un scénario de Barré Lyndon). L'anthologie de science-fiction Dangereuses Visions (publiée en anglais en 1967) comprend Un jouet pour Juliette, une nouvelle de Robert Bloch où apparaît Jack l'Éventreur, ainsi qu'une suite par Harlan Ellison, Le Rôdeur dans la ville au bord du monde, écrite avec la permission de Bloch. Ce dernier a aussi publié en 1954 The Will to Kill (« La Volonté de tuer ») et en 1984 Night of the Ripper (« Nuit de l'Éventreur »). 
La nouvelle Jack the Ripper, écrite par Shirley Jackson et publiée de façon posthume en 1996, fait référence à Jack l'Éventreur.
Plusieurs romans s'inspirent de Jack l'Éventreur, dont A Case to Answer (1947) d'Edgar Lustgarten, The Screaming Mimi (1949) de Fredric Brown, Terror Over London (1957) de Gardner Fox, Ritual in the Dark (1960) et The Killer (1970) de Colin Wilson, Sagittarius (1962) de Ray Russell, A Feast Unknown (1969) de Philip José Farmer, A Kind of Madness (1972) d'Anthony Boucher, Nine Bucks Row (1973) de T. E. Huff, The Michaelmas Girls (1975) de John Brooks Barry, Jack's Little Friend (1975) de Ramsey Campbell, By Flower and Dean Street (1976) de Patrice Chaplin, The Private Life of Jack the Ripper (1980) de Richard Gordon, Hasfelmetsző Jack (1981) de Gyula Hernádi, White Chappell, Scarlet Tracings (1987) d'Iain Sinclair, Beasts in Velvet (1991) de Jack Yeovil, Anno Dracula (1992) de Kim Newman, A Night in the Lonesome October (1993) de Roger Zelazny, Ladykiller (1993) de Martina Cole, Savage (1993) de Richard Laymon, The Pit (1993) de Neil Penswick, Dan Leno and the Limehouse Golem (1994) de Peter Ackroyd, Pentecost Alley (1996) de Anne Perry et Matrix (1998) de Mike Tucker et Robert Perry. D'autres romans paraissent dans les années 2000, que ce soit Dust and Shadow: An Account of the Ripper Killings by Dr. John H. Watson  de Lyndsay Faye (2009), The Whitechapel Fog de Michael Generali (2011) ou Ripper de Stefan Petrucha (2012).
Des ouvrages en français ont aussi été publiés. Robert Desnos a écrit Jack l'Éventreur, un récit/enquête paru dans le journal Paris matinal en 1928. Bob Garcia publie Duel en enfer : Sherlock Holmes contre Jack l'Éventreur en 2008. Michel Moatti publie Retour à Whitechapel. La véritable histoire de Jack l'Éventreur en 2013. En 2014, Pierre Dubois transpose le mythe d’Éros et Thanatos dans l'histoire de Jack L’Éventreur, pour le roman érotique God save the crime,.

## Cinéma

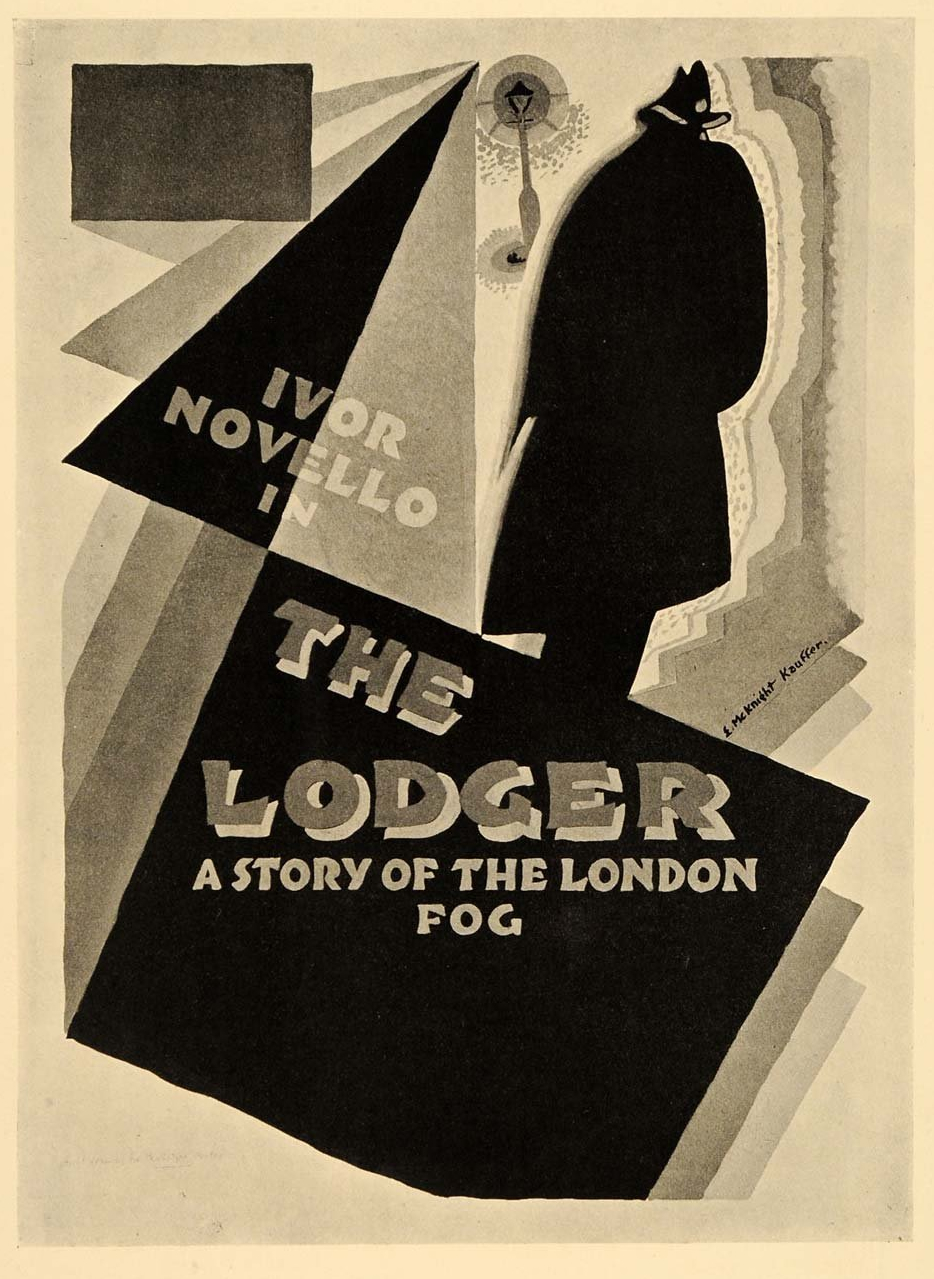
Affiche du film Les Cheveux d'or réalisé par Alfred Hitchcock et sorti au cinéma en 1927.

Le roman The Lodger (1913) de Marie Belloc Lowndes inspire cinq films : Les Cheveux d'or (The Lodger : A Story of the London Fog) d'Alfred Hitchcock (1927), The Lodger (1932), The Lodger (1944), Man in the Attic (1953) et The Lodger (2009). Pour son film, Hitchcock met en vedette Ivor Novello dans un rôle romantique, toutefois la société de production Gainsborough Pictures exige une réécriture du scénario pour rendre le personnage plus sympathique. Contrairement à l'intrigue du roman, le pensionnaire (« lodger ») traque le tueur en série, ce qui explique son comportement étrange,. Novello produit un remake en 1932 mais avec une finale plus dramatique, pendant laquelle il étrangle le tueur, son frère dément. Novello joue les deux rôles sous la direction de Maurice Elvey. Le film sortira dans une version abrégée sous le titre The Phantom Fiend en 1935. Le remake de 1944 n'entretient pas l'ambivalence du roman et identifie Slade, joué par Laird Cregar, comme le tueur en série Jack l'Éventreur. Au contraire des versions précédentes qui se déroulent à l'époque où le film est tourné, le récit se situe en 1888. La version de 1953, Man in the Attic (L'Étrange Mr. Slade en français) avec Jack Palance dans le rôle de Slade, reprend les mêmes thèmes. Dans le film de 2009, Simon Baker joue le rôle de Malcolm Slaight.

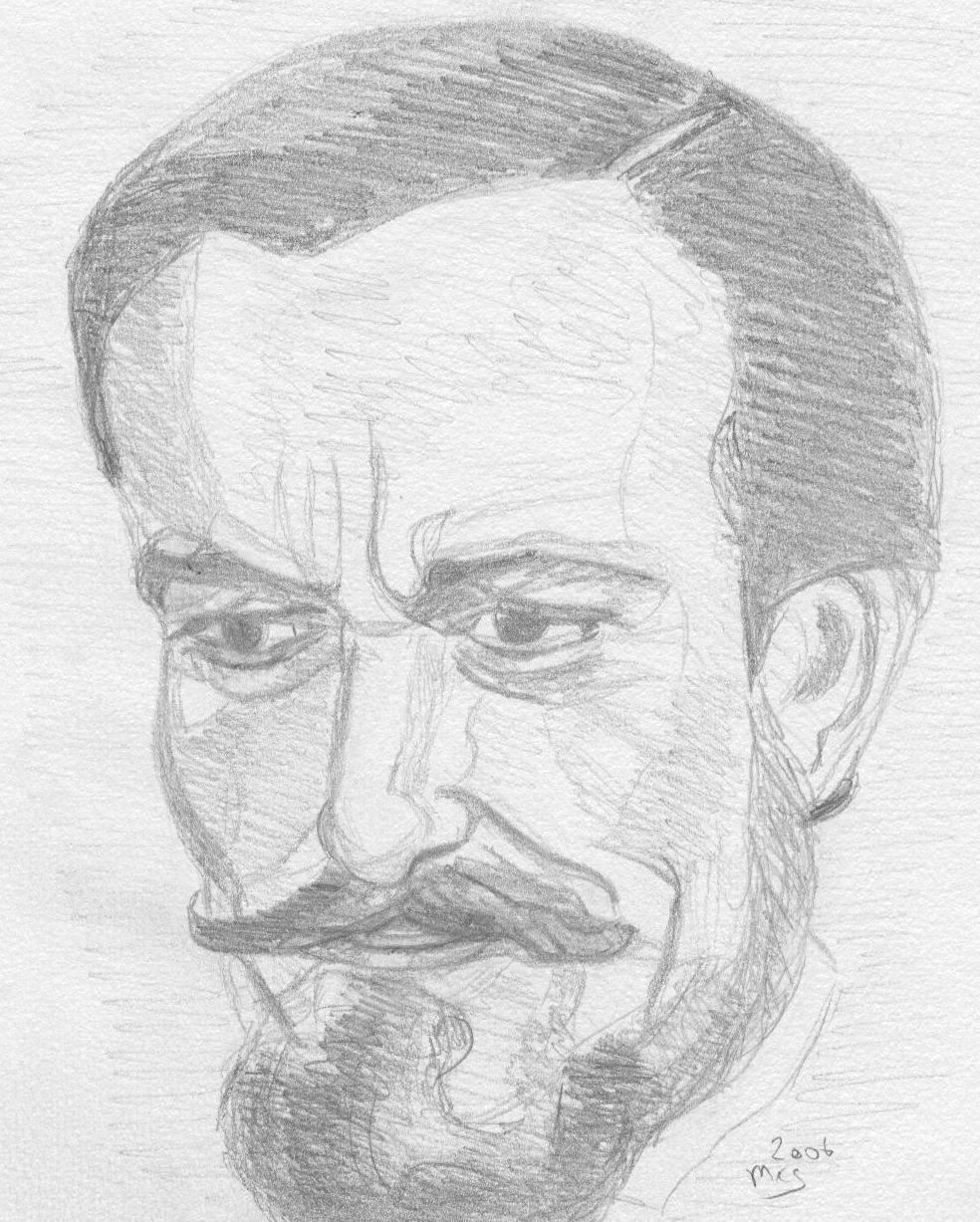
Portrait d'Eric Porter, qui joue le personnage du Dr John Pritchard dans La Fille de Jack l'Éventreur. Le docteur adopte la fille du tueur en série, elle-même une meurtrière.

L'intrigue de Room to Let (1950) ressemble à celle du roman The Lodger, mais s'inspire plutôt d'une dramatique radiophonique de 1948 conçue par Margery Allingham. C'est l'un des premiers films d'horreur produit par Hammer Film Productions. Valentine Dyall joue le pensionnaire, le Dr. Fell, qui s'est échappé d'un asile où il a été enfermé pendant 16 ans après avoir commis les meurtres de Whitechapel. La société Hammer sort deux films inspirés de l'histoire du tueur en série en 1971. Dans La Fille de Jack l'Éventreur, jouée par Angharad Rees (en), la vedette voit son père tuer sa mère et devient à son tour meurtrière,. Dans Dr Jekyll et Sister Hyde, le Dr Henry Jekyll se transforme en une femme diabolique, Sister Hyde, responsable des meurtres imputés à Jack l'Éventreur,. Dans Terror in the Wax Museum (1973), un meurtrier se déguise en une poupée de cire ressemblant à Jack l'Éventreur.
Jack the Ripper (1958) est un téléfilm de la série The Veil mettant en vedette Boris Karloff dans le rôle d'un clairvoyant qui identifie le tueur en série comme un chirurgien respecté dont la mort a été maquillée pour cacher son internement dans un asile. L'intrigue s'inspire d'un article de 1895 qui rapporte que Robert James Lees a utilisé de prétendus pouvoirs de voyance pour traquer Jack l'Éventreur jusqu'à la maison d'un médecin londonien. Jack l'Éventreur (1959), produit par Monty Berman et Robert S. Baker sur un scénario de Jimmy Sangster, s'inspire librement de la thèse de Leonard Matters selon laquelle le tueur en série est un docteur vindicatif,. Il reprend des icônes de films d'horreur à succès, que ce soit Dracula (1958) ou Frankenstein s'est échappé (1957), en faisant porter à Jack l'Éventreur une cape et un haut-de-forme. L'intrigue est un whodunit sans originalité qui mène sur de fausses pistes et dont la finale révèle un improbable coupable, Sir David Rogers. Comme dans The Mystery of Jack the Ripper, ouvrage de Leonard Matters, Rogers assassine des prostituées pour venger la mort de son fils. Cependant, dans le livre, le fils meurt de la syphilis, alors que dans le film, il se suicide en apprenant que son amoureuse est une prostituée. Le film allemand Das Ungeheuer von London City (1964, Le Monstre de la Cité de Londres en français), sorti en anglais sous le titre The Monster of London City en 1967, raconte l'histoire d'un fils meurtrier dont le père est atteint de la syphilis.
Die Büchse der Pandora (Loulou en français) est un film muet allemand sorti en 1929 qui raconte l'histoire de Loulou, jouée par Louise Brooks sous la direction de Georg Wilhelm Pabst selon un scénario inspiré de la pièce de théâtre créée par Frank Wedekind. La vie débridée de la femme l'amène, vers la fin du film, à se rendre à Londres, où elle est poignardée à mort par Jack l'Éventreur, joué par Gustav Diessl,. Un film allemand antérieur, Das Wachsfigurenkabinett de Paul Leni (Le Cabinet des figures de cire en français) sorti en 1924, fait apparaître Jack l'Éventreur dans l'une des histoires. Le personnage est incarné par Werner Krauss, qui a connu un « énorme » succès dans le rôle-titre du film d'horreur Le Cabinet du docteur Caligari.

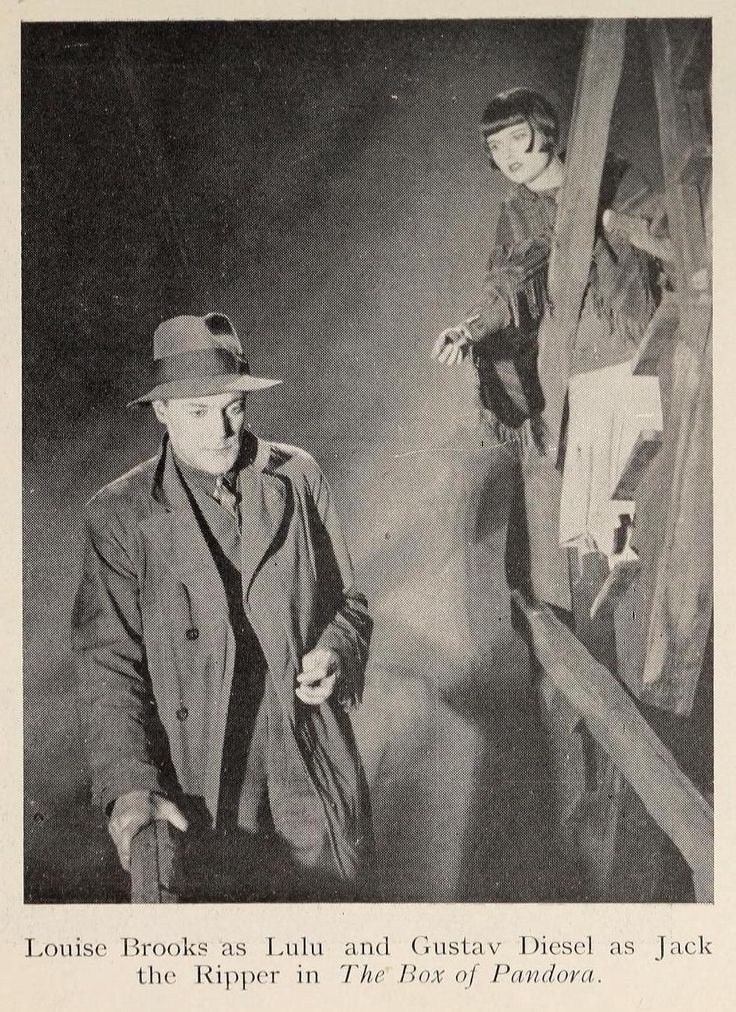
Louise Brooks (Loulou) et Gustav Diessl (Jack l'Éventreur) dans Loulou (1929), film de Georg Wilhelm Pabst.

Sherlock Holmes contre Jack l'Éventreur (1965, A Study in Terror en anglais) et Meurtre par décret (1979) oppose Sherlock Holmes à Jack l'Éventreur. Le film A Study in Terror et le roman du même titre d'Ellery Queen, publié en parallèle,, décrivent la famille parfois démente du duc de Shires, où l'histoire d'amour entre l'un des fils et une prostituée sert de prétexte aux meurtres. Meurtre par décret, mettant en vedette Christopher Plummer et James Mason en tant que Sherlock Holmes et le docteur Watson, s'inspire beaucoup de la thèse conspirationniste prônée par l'auteur Stephen Knight dans Jack the Ripper: The Final Solution qui affirme qu'un médecin est le tueur en série.
Une partie de l'intrigue est reprise dans la mini-série Jack l'Éventreur (1988), où Michael Caine joue le rôle de l'inspecteur Frederick Abberline. Dans le film The Ripper sorti en 1997, Samuel West joue le rôle du Prince Eddy, qui est le tueur. En 2001, les frères Hughes, s'inspirant de la bande dessinée From Hell, produisent le film du même titre où Johnny Depp joue le rôle de l'inspecteur Abberline. Même si l'histoire du film s'inspire de la thèse de Knight, le personnage d'Aberline emprunte à la fois des traits de Sherlock Holmes par son remarquable sens de la déduction et sa dépendance aux drogues, ainsi que de Robert James Lees par sa clairvoyance et son sens de l'anticipation.
Dieu et mon droit (1972), satire de l'aristocratie britannique, relie cette classe sociale à Jack l'Éventreur. Jack Gurney, 14e Earl de Gurney joué par Peter O'Toole, croit être le tueur en série et commet quelques meurtres. Le film d'humour noir Deadly Advice (1994) met en vedette Jane Horrocks en tant que tueuse en série qui croit recevoir les conseils des fantômes de meurtriers célèbres. John Mills joue le rôle d'un coiffeur aux manières douces qui est aussi Jack l'Éventreur. Dans Docteur Folamour, film d'humour noir sorti auparavant, l'un des personnages s'appelle « General Jack D. Ripper », mais le scénario n'explore pas davantage le lien avec le tueur,. Cheeseburger film sandwich est une comédie parodique sortie en 1987 dans laquelle le monstre du loch Ness se déguise en Jack l'Éventreur,. Le film Drôle de drame de Marcel Carné (1937) est une autre parodie du tueur en série dans lequel Jean-Louis Barrault est un végétarien de l'East End londonien qui massacre les bouchers pour venger la mort des animaux.
Night After Night After Night (1970) est un film à petit budget dans lequel le juge d'une cour de justice supérieure (joué par Jack May) imite Jack l'Éventreur en agressant les prostituées dans le quartier Soho de Londres. Pendant les années 1970 et 1980, des liens insignifiants sont faits avec l'histoire de Jack l'Éventreur pour des raisons commerciales. Par exemple, les films de sexploitation et d'horreur Blade of the Ripper (1970), The Ripper of Notre Dame (1981) et L'Éventreur de New York (1982) n'ont, titres exceptés, aucun lien avec le tueur,. The Ripper of Notre Dame est dirigé et écrit en collaboration par Jesús Franco, auquel on doit aussi Jack l'Éventreur (1976) qui met en vedette Klaus Kinski dans le rôle d'un médecin meurtrier dont la mère est une prostituée. What the Swedish Butler Saw (1975), dans lequel le tueur en série se cache dans un studio de photographe, est surtout un film de pornographie soft. Les thrillers Jack the Mangler of London (1973), New York, deux heures du matin (1984), Night Ripper (1986) et Jack's Back (1988) ont reçu de mauvaises critiques,, tout comme le film japonais de genre Pinku eiga Assault! Jack the Ripper. Edge of Sanity (1989) est dans le prolongement du film Psychose où Anthony Perkins joue à la fois Dr Jekyll et son alter ego Jack Hyde ; il est mal reçu par la critique. Jill the Killer (2000) d'Anthony Hickox renverse les rôles de victimes et criminels puisque c'est une femme qui tue des hommes. Dans Jack el destripador de Londres (1970), il est représenté comme un cannibale.
Dans C'était demain (1979), inspiré du roman Time After Time de Karl Alexander, Jack l'Éventreur se rend dans un San Francisco moderne grâce à une machine à voyager dans le temps, où il est poursuivi par H. G. Wells. Dans un premier temps, le scénariste a envisagé que le chasseur soit Robert Louis Stevenson, auteur de L'Étrange Cas du docteur Jekyll et de M. Hyde,. Dans Terror at London Bridge (1985), mettant en vedette David Hasselhoff, l'esprit de Jack l'Éventreur occupe une pierre maléfique logée dans le London Bridge de Lake Havasu City en Arizona aux États-Unis. Dans The Ripper (1985), son esprit est au contraire scellé dans un anneau maléfique. Ripper Man (1994) dépeint un homme qui se croit la réincarnation de George Chapman, tueur britannique soupçonné d'avoir été Jack l'Éventreur après son arrestation et son exécution en 1903.
Sortis la même année, les films Ripper et Bad Karma (renommé Hell's Gate) sont éclipsés par From Hell. Ripper raconte l'histoire de l'étudiante en psychologie Molly Keller qui étudie les tueurs en série et en vient à rechercher un imitateur qui tue ses collègues. Bad Karma reprend le thème de la réincarnation en ajoutant toutefois une complice, jouée par Patsy Kensit.

## Arts visuels

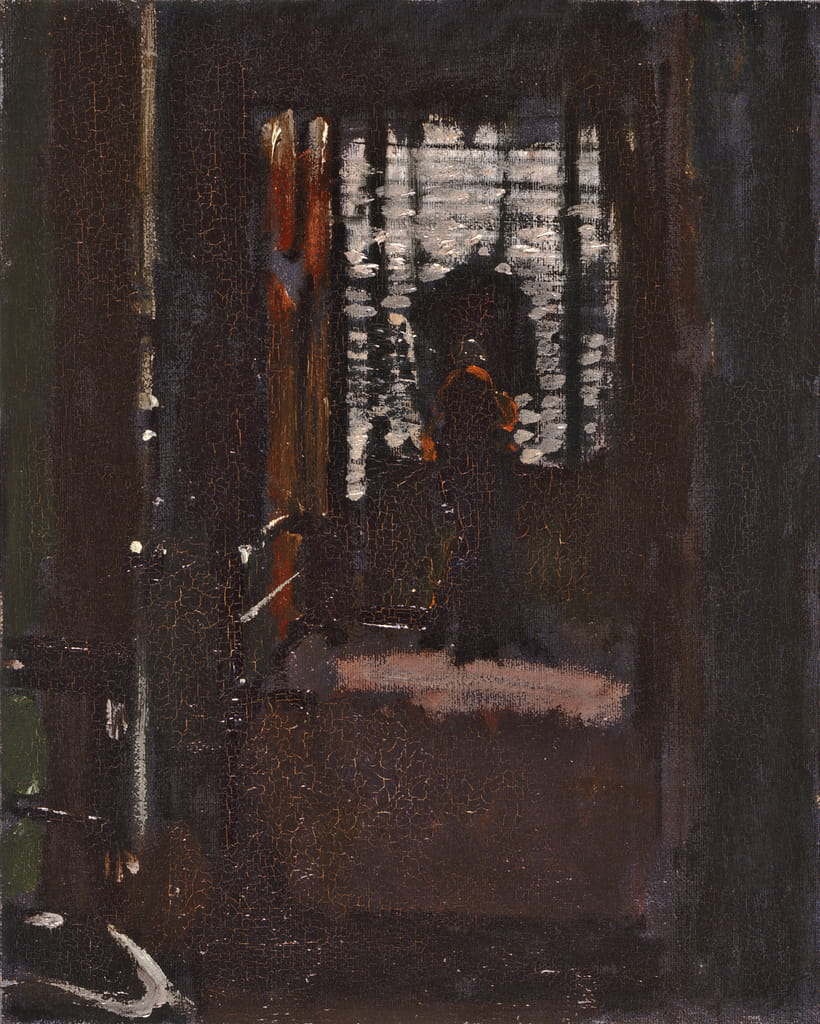
Jack the Ripper's Bedroom (1907) de Walter Sickert.

Le peintre anglais Walter Sickert s'est inspiré de l'extrême pauvreté de l'East End londonien. Il a notamment peint Jack the Ripper's Bedroom (« Chambre à coucher de Jack l'Éventreur »).
En outre, en conformité avec les thèses qui prétendent l'impliquer « directement dans l'histoire de l'Éventreur », le peintre lui-même apparaît en tant que personnage dans From Hell, bande dessinée consacrée au tueur de Whitechapel.
Par ailleurs, Johann Naldi, expert en tableaux anciens, soutient avoir élucidé le mystère de l'identité du tueur en retrouvant un portrait longtemps disparu qu'il attribue au peintre français Jacques-Émile Blanche,,,. Sa théorie s’appuie sur un ouvrage publié par la romancière Patricia Cornwell en 2002, dans lequel elle affirme que Jack l'Éventreur est le peintre Walter Sickert. Pour Naldi, la découverte du tableau, qui représente un homme semblant partager les traits de Sickert, est une « confirmation par l’image de la théorie de Patricia Cornwell ».

## Bandes dessinées
La bande dessinée From Hell, d'Alan Moore et Eddie Campbell, s'inspire de l'affaire « Jack l'Éventreur » en reprenant le titre d'une lettre prétendument écrite par le tueur en série. L'ouvrage véhicule aussi la thèse conspirationniste avancée par Stephen Knight qui accuse la franc-maçonnerie et la royauté britannique d'être complices des meurtres dans son ouvrage Jack the Ripper: The Final Solution. Dans une annexe de la bande dessinée, Moore indique qu'il n'accorde aucun crédit à la thèse de Knight et qu'il y recourt pour soutenir l'intrigue. La royauté et Jack l'Éventreur sont aussi exploités dans le comics Blood of the Innocent (1986) de Rickey Shanklin, Marc Hempel et Mark Wheatley, tout comme dans Royal Blood, un épisode de la série Hellblazer de DC Comics paru en 1992.
Le 100e numéro de la série Master of Kung Fu (1981) de Marvel Comics comprend une histoire (Red of Fang and Claw, All Love Lost) où Jack l'Éventreur est le fruit d'une expérience menée par le diabolique docteur Fu Manchu, qui s'est réfugié à Londres. Le héros asiatique Shang-Chi, fils rebelle de Fu Manchu, combat le tueur à la fin de l'histoire. Gotham au XIXe siècle (1989) de DC Comics met en vedette un Batman de l'époque victorienne qui pourchasse le tueur à New York, ce dernier ayant déjà été l'ami des parents du superhéros et devenu dément après avoir été durement rejeté par Martha Wayne, la mère de Batman ; les meurtres sont des tentatives de mettre fin aux moqueries du fantôme de Martha. Les deux univers fictifs, noir et gothique, se complètent bien. Jack l'Éventreur paraît dans Doom Patrol en 1989, Wonder Woman: Amazonia en 1997, Predator : Nemesis en 1997 et dans l'épisode Night of the Ripper! de Judge Dredd. Une histoire de la Ligue de justice d'Amérique reprend en partie l'intrigue de L'Île du docteur Moreau de H. G. Wells et présente le tueur en série comme un orang-outan, alors que le super-vilain immortel Vandal Savage s'accuse des meurtres commis par Jack l'Éventreur. Dans Whitechapel Freak (2001) de David Hitchcock, Jack l'Éventreur accompagne une troupe ambulante composée de personnes monstrueuses. Le tueur est un cul-de-jatte qui se déplace sur les épaules d'un nain. Dans l'un des épisodes de A Treasury of Victorian Murder paru en 1995, Rick Geary raconte l'histoire du tueur en série.
L'épisode Serial de la série de bandes dessinées Les Experts raconte l'histoire d'un imitateur moderne de Jack l'Éventreur qui tue pendant une Ripper-Mania, un congrès qui se tient à Las Vegas, ce qui amène les experts à soupçonner des centaines de personnes. Peter Pan de Régis Loisel emprunte en partie à l'histoire de Jack l’Éventreur,.
Le manga Black Butler dépeint Jack l'Éventreur comme le responsable de plusieurs meurtres de prostituées non résolus de l'époque victorienne. Quelques chapitres plus loin, le scénario révèle que le tueur est en fait deux personnes qui collaborent : une incarnation d'un shinigami et un docteur qui appartient à une lignée de nobles.
En cours de parution depuis 2011 et faisant l’objet d'une adaptation en dessin animé en 2014, le manga de science-fiction Nobunagun fait du personnage Adam Muirhead, doté des gènes de Jack l'Éventreur, l'un des principaux protagonistes de l'histoire qui, dans les années 2010, lutte contre une invasion extraterrestre. Adam canalise l'esprit de Florence Nightingale qui a commis en 1888 les meurtres qui lui sont imputés dans le but d'éviter une épidémie causée par une arme biologique,.

## Au théâtre et à l'opéra
Jack l'Éventreur apparaît à la fin de la pièce de théâtre Die Büchse der Pandora (1904) de Frank Wedekind, dans laquelle il tue Loulou, le personnage principal qui personnifie la luxure et qui reçoit sa punition lorsqu'elle flirte avec le tueur. La pièce sera adaptée pour le cinéma sous le titre Loulou (1928), dirigé par Georg Wilhelm Pabst, et pour l'opéra sous le titre Lulu, sur une composition musicale d'Alban Berg ; dans les deux œuvres, la femme meurt sous les coups de Jack l'Éventreur. La pièce sera adaptée pour trois autres films, sortis respectivement en 1923, 1962 et 1980,, et une autre pièce de théâtre, Lulu, par Peter Barnes et jouée la première fois en 1970.
La pièce Jack l'Éventreur d'André de Lorde a régulièrement été jouée au Grand-Guignol à Paris. Horace Annesley Vachell adapte à la fois la nouvelle The Lodger et le roman The Lodger de Marie Belloc Lowndes pour la scène théâtrale sous le titre The Lodger: Who Is He? En 1917, Lionel Atwill joue le rôle principal de la pièce à Broadway. En s'inspirant du roman, Phyllis Tate crée l'opéra The Lodger, joué la première fois en 1960. La pièce de théâtre Murder Most Foul, de Claude Pirkis, est jouée la première fois en 1948. La personnalité du tueur, Dr Stanley, est empruntée de l'ouvrage The Mystery of Jack the Ripper (1929) de Leonard Matters. Doug Lucie crée Force and Hypocrisy (1986) dont l'intrigue reprend la thèse conspirationniste de Stephen Knight. Dans L'Opéra de quat'sous de Berthold Brecht, le personnage Mackie-le-Surin (« Jack the Knife » en anglais) est inspiré entre autres de Jack l'Éventreur,,.

## Musique
Le 27 octobre 1954, la chanteuse Germaine Montero enregistre La Complainte de sir Jack l'Éventreur, que Juliette Gréco reprendra. Serge Gainsbourg écrit et chante Bloody Jack, reprise par Zizi Jeanmaire.

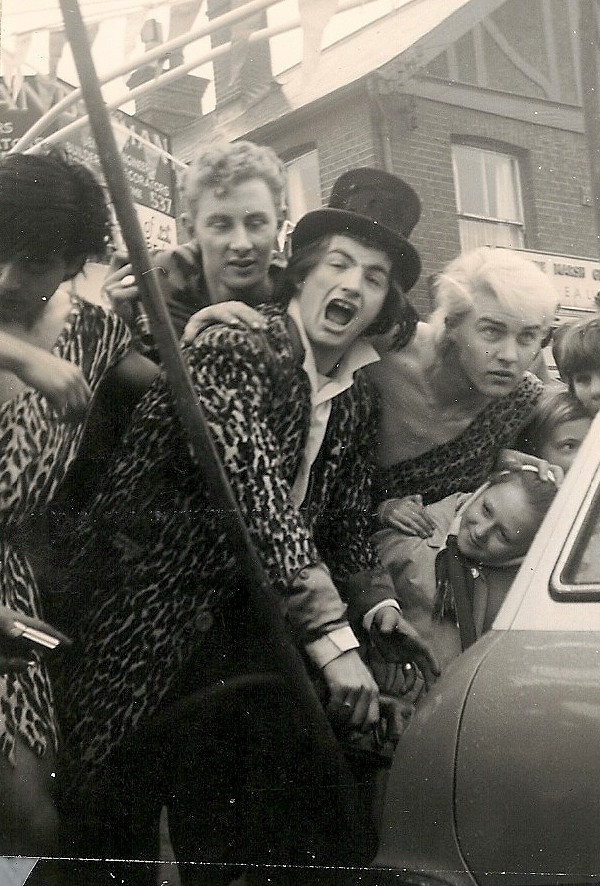
Le musicien Screaming Lord Sutch porte le haut-de-forme.

Le guitariste Link Wray sort en 1959 la pièce instrumentale Jack the Ripper. Elle commence par un rire démoniaque suivi du cri d'effroi d'une femme. Ces effets sont repris dans la chanson Jack the Ripper de 1963, enregistrée la première fois par le musicien Screaming Lord Sutch puis reprise par les groupes The White Stripes, The Horrors, Black Lips, The Sharks et Jack & The Rippers.
Jack the Ripper est un morceau de l'album Introducing Roland Kirk (1960) du musicien de jazz Roland Kirk (en quintette).
La comédie musicale Jack the Ripper: The Musical (1974), comprenant des paroles de Ron Pember et la musique de Dennis DeMarne, influence la comédie musicale Sweeney Todd de Stephen Sondheim. Le faux documentaire parodique Spinal Tap (1984) comprend une histoire où le groupe musical discute de la possibilité de créer un opéra-rock sur la vie de Jack l'Éventreur, du nom de « Saucy Jack ». En 1996, l'opéra rock Yours Truly: Jack the Ripper dépeint Jack l'Éventreur comme un citoyen ordinaire, ce qui rompt avec les pratiques de cette époque.
Certains groupes musicaux de style heavy metal cherchent à communiquer une image sordide et sanglante, caractéristiques régulièrement associées à Jack l'Éventreur. Les groupes Judas Priest et Praying Mantis enregistrent respectivement la chanson Ripper en 1976 et 1979. Le groupe heavy metal français Blasphème sort l'album Blasphème en 1983 qui comporte la chanson Jack l'Éventreur. Une chanson de l'album The End of the Century (1986) du groupe japonais de heavy metal Seikima-II s'intitule Jack the Ripper. La chanson Blood Red Sandman du groupe heavy metal finlandais Lordi (album The Monsterican Dream, 2004) fait allusion aux diverses théories sur Jack l'Éventreur. Le groupe deathcore Whitechapel tire son nom du quartier londonien de Whitechapel, où le tueur en série a commis ses meurtres ; son album-concept The Somatic Defilement est un récit à la première personne qui s'inspire de l'affaire « Jack l'Éventreur ». Le groupe heavy metal Ripper tient là encore son nom du tueur en série, alors que les chanteurs des groupes Meridian et Sodomizer s'appellent respectivement « Jack D. Ripper » et « Ripper ».
L'histoire du tueur en série inspire aussi des compositeurs rock et pop : Morrissey, Nick Cave and the Bad Seeds, The Legendary Pink Dots, Thee Headcoats, The Buff Medways et Bob Dylan. Sur l'album The Fiery Summons, le groupe Radio Werewolf joue la chanson From Hell qui comprend des mots de la lettre « From Hell ». Le groupe musical Screech Owls enregistre la chanson Jack The Ripper sur son premier disque en 1994. En 1995 nait le groupe de rock français Jack the Ripper. Le groupe power metal Falconer compose la chanson Jack the Knife en s'inspirant de l'affaire.

## Télévision
À partir des années 1960, la télévision américaine exploite Jack l'Éventreur comme une « force du Mal universelle » ; il est donc susceptible d'apparaître dès que le concept du Mal doit être véhiculé. Dans l'épisode The New Exhibit de la série télévisée La Quatrième Dimension diffusée en 1963, Martin Balsam incarne le conservateur d'un musée de cire qui devient obsédé par cinq figures de cire personnifiant des meurtriers, y compris Jack l'Éventreur, et il en vient à commettre un assassinat pour les protéger. Dans l'épisode Un loup dans la bergerie (1967) de la série Star Trek, l'auteur Robert Bloch reprend en partie sa nouvelle Yours Truly, Jack the Ripper, qui a aussi inspiré un épisode de 1961 de la série télévisée Thriller. Un être éternel, appelé « Redjac », se nourrit de la peur et a déjà commis une multitude de meurtres, dont ceux habituellement attribués à Jack l'Éventreur. Dans l'épisode Knife in the Wilderness de la série télévisée Cimarron (1968), écrit par Harlan Ellison, Jack poursuit ses activités criminelles à travers les États-Unis et s'arrête dans Cimarron City, où des Amérindiens mettent fin à sa vie. Dans la série télévisée Max la Menace, l'épisode House of Max (1970) montre le tueur sous la forme d'une poupée de cire animée.

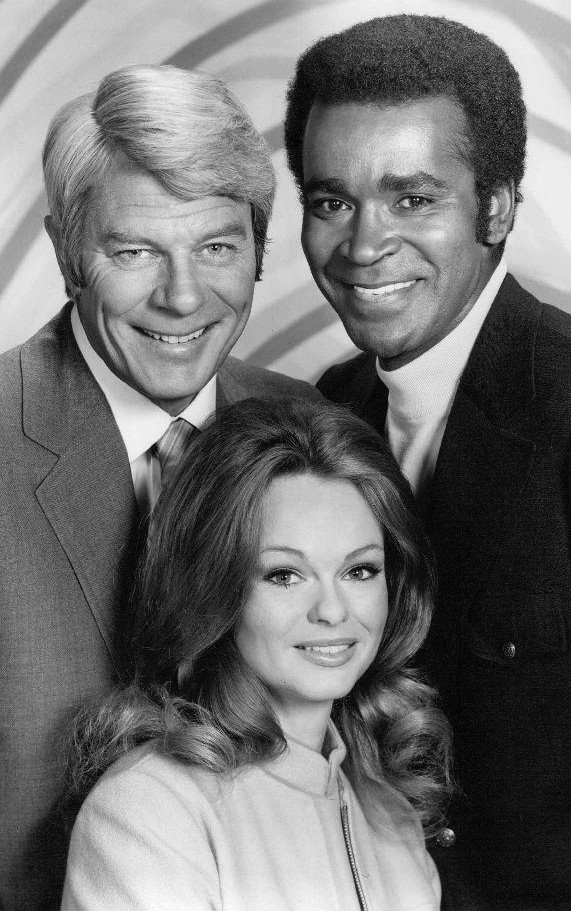
Lynda Day George a aussi joué dans la première série Mission impossible.

Dans l'épisode With Affection, Jack the Ripper de la série télévisée Le Sixième Sens (1972), un homme devient fou à la suite d'une expérience paranormale où il s'incarne dans le corps de Jack l'Éventreur. Le même auteur, Don Ingalls, a écrit un épisode de L'Île fantastique, aussi intitulé With Affection, Jack the Ripper (1980). Dans cet épisode, Lynda Day George incarne la criminologue Lorraine Peters qui utilise un portail temporel pour confirmer ses soupçons que Jack l'Éventreur est le médecin Albert Fell, joué par Victor Buono. Fell la suit à travers le portail, la capture et l'amène en 1888, où l'énigmatique M. Roarke intervient à propos et Fell meurt quelques instants plus tard pendant sa fuite. Un portail temporel est aussi utilisé dans A Rip in Time (1997), premier épisode de la série télévisée Timecop, où un policier qui voyage dans le temps se rend en 1888 pour capturer un criminel qui a tué et remplacé Jack l'Éventreur. L'épisode Comes the Inquisitor de la série Babylon 5 (1995) met en vedette le personnage Sebastian qui est dans les faits Jack l'Éventreur, enlevé par des extraterrestres vorlons en 1888 et forcé de devenir inquisiteur pour tester (par la torture) des êtres sélectionnés pour occuper de hautes fonctions.
La BBC diffuse en 1973 la minisérie Jack the Ripper. Elle met en vedette deux policiers de la série Z-Cars qui enquêtent sur les meurtres selon une perspective historique,,,. Dans le premier épisode, Kolchak: The Night Stalker (1974), le journaliste Carl Kolchak poursuit un tueur aux pouvoirs surnaturels dont les victimes présentent les mêmes traits que celles de Jack l'Éventreur. Un épisode d’Au-delà du réel : L'aventure continue intitulé Ripper (1997) se déroule en 1888 et met en vedette Cary Elwes jouant le rôle du Dr Jack York, qui tue les femmes possédées par un être extraterrestre selon lui. Dans l'épisode The Knife de la série télévisée Le Monde perdu (2001), les explorateurs rencontrent deux hommes que l'auteur Stephen Knight accuse de meurtres selon sa théorie conspirationniste : le médecin William Gull (un proche de la reine Victoria) et le policier Robert Anderson (rattaché à Scotland Yard). Spike Milligan a parodié les clichés du genre dans The Phantom Raspberry Blower of Old London Town.
D'autres séries télévisées s'inspirent de l'affaire « Jack l'Éventreur ». Dans l'épisode The Knife de la série Le monde perdu (saison 3, épisode 5, 2004), un membre du groupe découvre le poignard de l'Éventreur et a des visions où lui-même et ses compagnons sont impliqués dans ses crimes. Ripper Street, de BBC One, se déroule dans le district de Whitechapel en 1889, six mois après les meurtres imputés à Jack l'Éventreur. Dans Esprits criminels (épisode 18 de la saison 2, L'Éventreur), des meurtres sont commis en Louisiane après l'ouragan Katrina. Le mode opératoire du tueur ressemble à celui de Jack l'Éventreur. Dans Les Enquêtes de Murdoch, l'épisode L'Éventreur de Toronto (deuxième saison, épisode 2) raconte l'histoire d'Edward Scanlon, un enquêteur de Scotland Yard en visite à Toronto qui affirme être sur les traces de Jack l’Éventreur. Dans les épisodes 20 et 21 de la quatrième saison de la série télévisée Grimm, un imitateur de Jack l'Éventreur sévit. Dans la série télévisée d'animation japonaise Fate/Apocrypha, une adaptation à l'écran de la série de Fate/Apocrypha, Jack l'Éventreur apparaît comme étant la Servant de Reika Rikudou. Dans la série Au-delà du réel : L'aventure continue, l'épisode 11 de la saison 5 (L'Éventreur) aborde le thème de Jack l'Éventreur sous l'angle fantastique. Dans l'épisode Simpson Horror Show XV de la série Les Simpson, les détectives Lisa et Bart Simpson doivent résoudre l'affaire du « tueur aux rouflaquettes », un émule de Jack l'Éventreur qui commet ses crimes dans les rues de Londres en 1890.

## Jeux vidéo

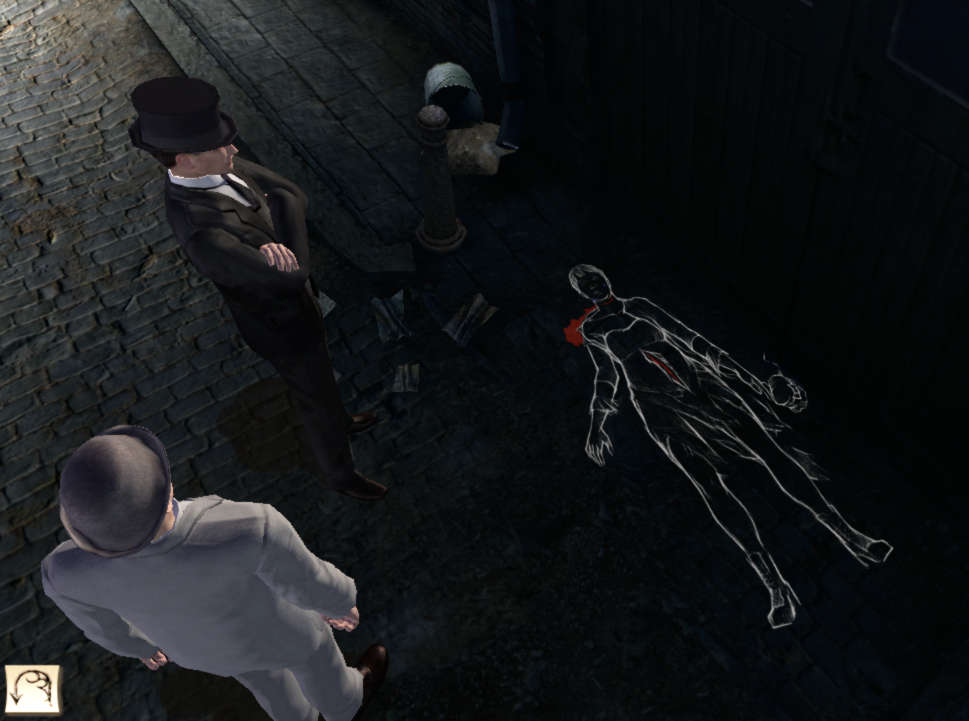
Enquête sur l'assassinat de Mary Ann Nichols dans le jeu vidéo Sherlock Holmes contre Jack l'Éventreur (2009).

Dans l'univers des jeux vidéo, Jack l'Éventreur fait sa première apparition dans le jeu d'aventure textuel Jack the Ripper paru en 1987. 
Sur une plateforme Sega, le jeu Master of Darkness (1992) révèle Jack l'Éventreur sous la forme d'une poupée de cire animée si le joueur perd. 
En 1992, le tueur en série apparaît dans le jeu vidéo de rôle Waxworks. 
Il apparaît en 1994 dans World Heroes 2: Jet, épisode de la série de jeux vidéo de combat World Heroes.
Dans le jeu Ripper (1996), le joueur doit composer avec un imitateur dans un New York futuriste de l'an 2040.
Duke Nukem: Zero Hour (1999) se déroule dans un Londres victorien où apparaît Jack l'Éventreur.
Le meurtrier apparaît aussi dans le jeu vidéo gothique d'horreur MediEvil II (2000), mais sous la forme d'un monstre vert pourvu d'énormes griffes et de longs crocs tranchants et un haut-de-forme.
Dans Jack the Ripper (2003), le joueur emprunte le rôle d'un journaliste qui couvre des meurtres similaires à New York en 1901, 13 ans après les meurtres de Jack l'Éventreur ; les meurtres sont dans les faits de la main du tueur.
Mystery in London: On the Trail of Jack the Ripper (2007) fusionne des aspects de l'affaire « Jack l'Éventreur » avec ceux de L'Étrange Cas du docteur Jekyll et de M. Hyde. Le jeu Sherlock Holmes contre Jack l'Éventreur (2009) fusionne l'univers de Sherlock Holmes avec le Londres de 1888. Le joueur mène l'enquête dans le district de Whitechapel pour découvrir l'identité de Jack l'Éventreur en incarnant successivement le détective Sherlock Holmes et son ami le docteur Watson. 
Dans le jeu d'objets cachés Jack the Ripper: New York 1901, publié par Microids en 2010, le joueur enquête sur le retour de Jack l'Éventreur.
Assassins Creed III (2012) met en vedette un personnage surnommé « Nightstalker » (« Tueur de la nuit »), que le résumé du jeu annonce comme un tueur en série connu sous le nom de « Joe the Ripper ». Le DLC d’Assassin's Creed Syndicate (2015) porte le nom du tueur qui est aussi le principal antagoniste.
Dans Fate/Grand Order, Jack est un Servant invocable.

## Jeux de société

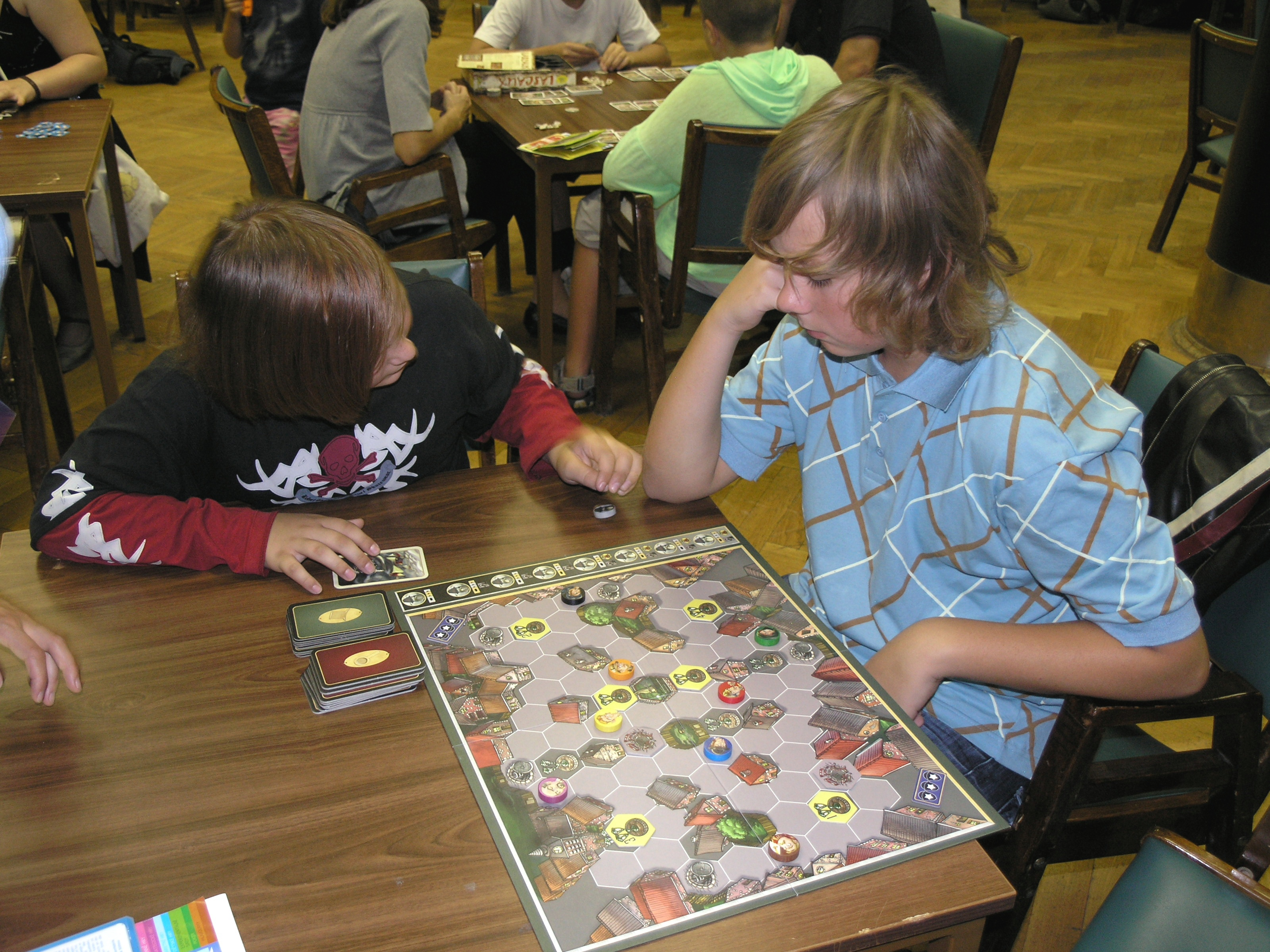
Une partie du jeu de société Mr. Jack.

Des jeux de société s'inspirent de l'affaire « Jack l'Éventreur » de façon plus ou moins poussée et réaliste, dont : 
- London 1888 (2005) de Damien Maric[157].
- Mr. Jack (2006) de Bruno Cathala et Ludovic Maublanc.
- Mr. Jack in New York (2009) de Bruno Cathala et Ludovic Maublanc.
- Mr. Jack pocket (2010) de Bruno Cathala et Ludovic Maublanc.
- Lettres de Whitechapel (2010) de Gabriele Mari et Gianluca Santopietro.
- Mysterami Jack l'Éventreur (2011) de Mike Fitzgerald.
- Sherlock Holmes détective conseil : Jack l'Éventreur (2016) de Jérôme Ropert[158],[159].

## Sports
En 2011, un club de l’Independent league baseball basé à London en Ontario au Canada annonce qu'il se nommera « London Rippers » et que sa mascotte, Jack Diamond, portera un haut-de-forme et une cape noire, allusions à Jack l'Éventreur. Le maire et un refuge pour femmes de la ville critiquent ces choix,.

## Fiction audio
En février 2016 sort une fiction audio intitulée Le Meurtrier de Whitechapel de sept épisodes. Elle met en scène un groupe d'inspecteurs chargé d'enquêter sur les meurtres de Jack l'Éventreur. Elle est disponible en téléchargement gratuit.

### Citations originales
1. ↑  (en) « reputedly unsavoury »
2. ↑  (en) « amusing Sherlock Holmes pastiche »
3. ↑  (en) « universal force of evil »